# Arlette de Pitray
Pour les articles homonymes, voir Simard et Pitray.
Arlette de Pitray, née le 19 mars 1904 à Paris, morte le 3 novembre 1989 à Banyuls-sur-Mer, est une écrivaine française du XXe siècle, biographe, romancière,  scénariste, fondatrice du Musée de la comtesse de Ségur dans l'Orne.

## Biographie
Arlette de Simard de Pitray est la fille de Paul de Simard de Pitray (1862-1942), petit-fils de la comtesse de Ségur, et de Louise Tixier.
Elle écrit une biographie de son arrière-grand-mère, Sophie Rostoptchine, comtesse de Ségur, publiée en 1939, en utilisant largement le livre écrit par sa grand-mère Olga de Pitray, qu'elle reprend presque textuellement par endroits. Elle publie ensuite un recueil de légendes en 1943 et un recueil de nouvelles en 1945.
Arlette de Pitray signe le scénario et les dialogues du film Le Trou normand qui sort en 1952, réalisé par Jean Boyer. La même année, elle publie une Histoire sainte, en collaboration avec son père. Elle écrit ensuite le livre humoristique Tais-toi, Adam en 1959, puis divers romans à partir de 1974. Elle crée en mars 1980 l'Association des Amis de la Comtesse de Ségur. Elle est la fondatrice du Musée de la Comtesse de Ségur à Aube dans l'Orne.
Elle avait épousé Jacques Cattineau (1900-1964), puis en secondes noces à Paris en mars 1940 le banquier Georges Forestier (1902-1950), fils du colonel Vincent Forestier et de Louise Victor Lefranc. Elle est morte en 1989.

## Œuvres
- Sophie Rostopchine, comtesse de Ségur, biographie, Paris, Albin Michel, 1939, 192 pages.
- Fleurs de légendes, Paris, Éditions Jules Taillandier, 1943.
- Deux cents grammes de nouvelles, Paris, J. Tallandier, 1945, 254 pages.
- Adaptation, scénario et dialogues du film Le Trou normand, réalisé par Jean Boyer, 1952.
- L'histoire sainte (avec Paul de Pitray), Paris, Hachette, 1952, 32 pages.
- Tais-toi Adam !, Paris, Hachette, 1959, 208 pages.
- L'Inconnue de l'île grecque, Paris, Hachette, 1974, 218 pages.
- Une Fille si secrète, Paris, Hachette, 1974, 218 pages.
- Olivia la Benjamine, Paris, Éditions France-Empire, 1978, 221 pages.
- Azucena, la fiancée des sables, roman, Paris, Éditions France-Empire, 1978, 223 pages.
- L'Autre route, Paris, Éditions France-Empire, 1980, 216 pages.
- Les Enfants des Tuileries, 2009 (posthume), 382 pages.
- Divers articles, adaptations, présentations, préfaces.
- Denise Haumier, tapuscrit, avec corrections manuscrites, s.d., 200 pages.

## Sources
- Bibliothèque nationale de France, Catalogue général et notice d'autorité.
- Musée de la Comtesse de Ségur, site officiel.